# فیلتر فروسرخ

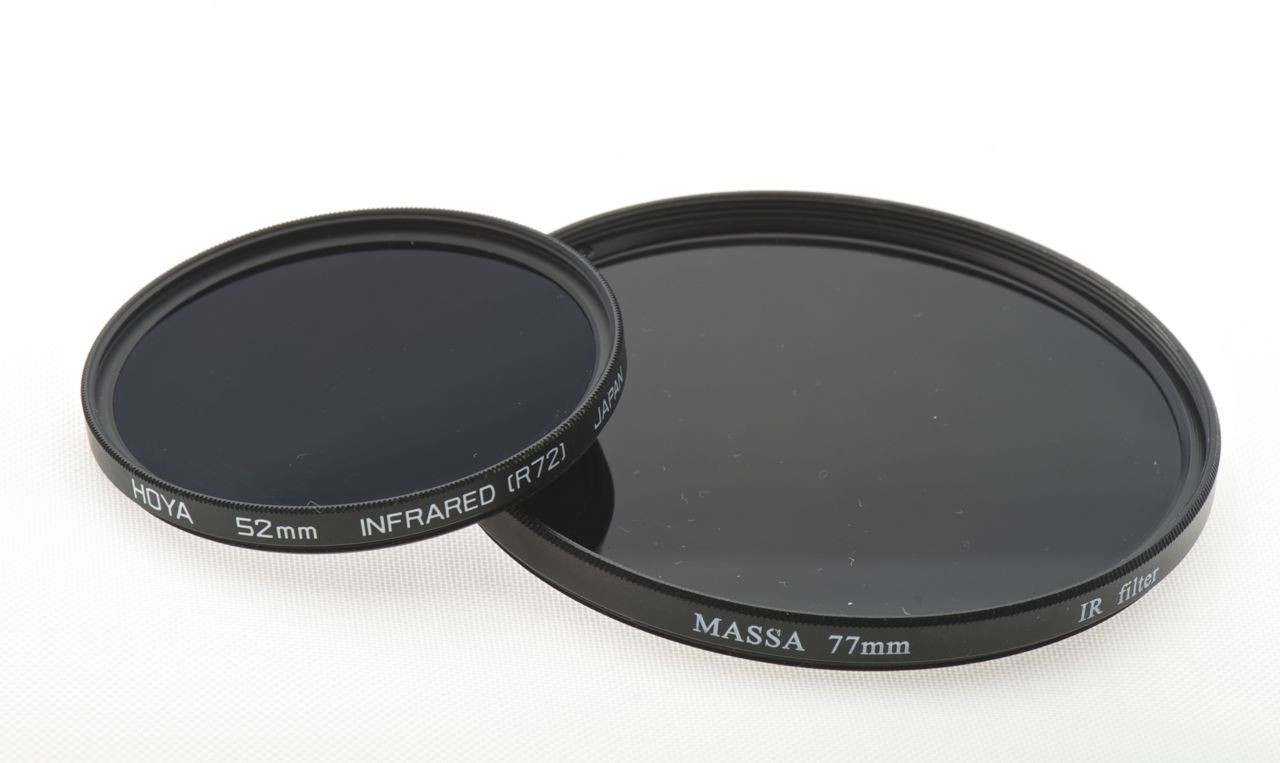
دو نمونه فیلتر فروسرخ.

فیلتر فروسرخ یا فیلتر مادون قرمز در عکاسی به فیلترهایی گفته می‌شود که یا پرتو فروسرخ را عبور می‌دهند (مسدود کردن دیگر طول موجها) و یا فروسرخ را مسدود می‌کنند. نوعی از این فیلترها نور مرئی را مسدود کرده اما فروسرخ را عبور می‌دهند. اینها در اصل فیلتر UV/Vis-cut هستند که طول موجهای نور ماوراءبنفش و مرئی(Visible) را حذف میکنند و فروسرخ را عبور می‌دهند. آنها برای مثال در عکاسی فروسرخ استفاده می‌شود و  شیشه‌ای کاملاً تیره‌است که چشم انسان پشت آن را نمی‌بیند.
فیلتر Infrared cut-off یا IR-Cut برای جلوگیری از عبور اشعه فروسرخ طراحی شده اما نور مرئی را عبور می‌دهد. این فیلترها جهت جذب حرارت و جلوگیری از انتقال حرارت (مثلاً حرارت لامپهای رشته ای و پرژکتورها) به سنسورهای حساس به دما و جلوگیری از اثرات حرارت در سایر اجزاء دستگاه استفاده می‌شوند. همچنین جهت جلوگیری از غیرطبیعی بودن رنگبندی در نور مرئی در دوربینهای عکاسی استفاده می‌شوند.
بعضی دوربین‌های دیجیتال ( و اکنون شاید بیشترشان) دارای فیلتر حذف نور فروسرخ بر روی سنسور یا جلوی لنز هستند.
دوربین‌های دیجیتال بر خلاف چشم ما قادر به مشاهده نور فروسرخ هستند، ولی برای اینکه بتوان یک عکس با نور فروسرخ گرفت، باید از ورود نورهای مرئی به درون دوربین جلوگیری کرد. بنابراین به فیلتری نیاز است که به غیر از نور فروسرخ، جلوی سایر نورها را بگیرد. فیلتر فروسرخ بخاطر استفاده کم و خاص بودن گران هستند.